# Gamble House
La Gamble House, également connue sous le nom de David B. Gamble House, est une maison remarquable située à Pasadena, en Californie.
Elle est conçue par le cabinet d'architectes Greene and Greene (en) et construite en 1908–1909 pour David B. Gamble de l'entreprise Procter & Gamble. 
Les frères Greene, partisans du mouvement Arts & Crafts britannique, esquissent une maison de 750 m², répartis sur trois niveaux. Ils ont recours à des matériaux répandus et bon marché: le bois, la brique et le plâtre entre autres. Ces matériaux sont volontairement laissés apparents en intérieur sur les trois niveaux, et s'accordent avec le mobilier conçu sur mesure principalement par la Peter Hall Manufacturing Company.
L'extérieur, tout de bois, se décline en un revêtement de bardeaux de séquoia pour les façades verticales, tandis que les plans horizontaux reposent sur une charpente de bois permettant des débordements de toiture généreux. 
En 1966, la famille Gamble cède la maison à la ville de Pasadena dans le cadre d’un accord conclu avec l'École d'architecture de l'université du Sud de la Californie (USC).
Elle est aujourd'hui un National Historic Landmark, un California Historical Landmark et un musée.
L'extérieur de la maison a acquis une visibilité importante en tant que domicile du personnage Emmett Brown dans le film de Retour vers le futur (1985).